# Панич, Милан
Ми́лан Панич (серб. Милан Панић; англ. Milan Panic; род. 20 декабря 1929, Белград) — американский мультимиллионер сербского происхождения, первый премьер-министр Союзной Республики Югославия в 1992 — 1993. В 1992 баллотировался в президенты Сербии, но проиграл Слободану Милошевичу.

## Биография
Милан Панич родился 20 декабря 1929 в Белграде, в сербской семье. Помимо него, у родителей было ещё две дочери. Отец умер, когда Милану было три года. Панич рано начал помогать матери и стал основным кормильцем в семье. Создал домашнюю лабораторию , где ставил химические опыты. Участвовал во второй мировой войне в составе югославских партизанских отрядов. После войны учился в Белградском, затем в Гейдельбергском университете. Занимался велоспортом, был членом югославской олимпийской сборной. В 1955 во время соревнований в Голландии попросил политического убежища, а в 1956 с женой и двумя детьми эмигрирует в США.

На новом месте Панич старается оборвать все связи с родиной, перестаёт, по его словам, даже говорить на сербском, стремится интегрироваться в американское общество и стать американцем. Милан Панич вспоминает: 
«Я прекратил все отношения с сербами! Ведь они хотели оставаться сербами в Америке, а я хотел стать настоящим американцем. И я им стал! Дело в том, что они подсознательно хотели вернуться, а я знал, что это невозможно»
Обосновавшись в Калифорнии, Милан Панич сначала преподаёт в университете, но в 1959 оставляет преподавательскую деятельность и основывает компанию ICN Pharmaceuticals. Возглавляемая им фармацевтическая компания быстро завоёвывает рынок и становится одной из крупнейших в своей отрасли, сосредоточившись на выпуске противовирусных препаратов. Заявлялось даже о создании средств, способных бороться с раком и СПИДом. Особую известность получил рибавирин, однако управление по контролю качества продуктов и лекарств лицензировать его отказалось. Компания была обвинена в подтасовке научных тестов с целью повышения продаж и заплатила штраф 600 тысяч долларов. Впоследствии препарат был лицензирован для борьбы с гепатитом.
Благодаря успешному бизнесу Панич быстро обзаводится и политическими связями. В 1988 он делает крупные пожертвования в избирательный фонд кандидата в президенты от демократической партии Майкла Дукакиса. В его доме в Пасадене проходит один из благотворительных обедов в пользу кандидата, но тот проваливает выборы. Вскоре Милан Панич и сам уходит в политику.

## Премьер-министр Югославии
Распад Югославии начался в 1991, и к 1992 в её составе остались лишь две республики: Сербия и Черногория. Социалистическая Федеративная Республика Югославия была преобразована в Союзную Республику Югославия 27 апреля 1992. Первым президентом нового государства стал Добрица Чосич, который и пригласил Милана Панича возглавить югославское правительство. Вопреки неодобрительной реакции в США и законодательному запрету американским гражданам занимать должности в иностранных государствах, Панич принял предложение Чосича, заявив, что продолжает считать себя американцем. 14 июля он принял присягу, прочитав её сербский текст с акцентом, а в конце добавил на английском «и да поможет мне Бог» — традиционную фразу, произносимую президентом США после торжественного обещания при вступлении в должность.

### Конфликт с Милошевичем
Слободан Милошевич, будучи президентом одной из двух республик в составе малой Югославии — Сербии — претендовал на влияние во всей федерации и среди всего сербского народа. Поддерживая идею великой Сербии, Милошевич, по мнению многих, был одной из движущих сил продолжающегося конфликта. Этой точки зрения придерживался и Панич, полагавший, что боснийская война и международные санкции против Югославии не окончатся, пока Милошевич занимает свой пост.

## После возвращения в США
В 2002 отправлен в отставку с поста председателя совета директоров ICN Pharmaceuticals. Одной из возможных причин тому называлось недовольство руководства компании инвестиционной политикой Панича на развивающихся рынках Восточной Европы, прежде всего, в Югославии и России. Вложения компании в эти экономики не всегда оказывались выгодными, а развитие производства требовало значительных затрат.